# 八切止夫
八切 止夫（やぎり とめお、1914年12月22日?- 1987年4月28日）は、日本の小説家。日本シェル出版代表。戦前から戦後まもなくにかけては耶止説夫のペンネームで冒険小説や推理小説を書き、1960年代後半に八切止夫のペンネームでは歴史小説家となる。「八切史観」と呼ばれる独自の歴史観を展開した。

## 経歴
本名は矢留 節夫（やどめ せつお）。経歴には不明な点が多く、出身地には名古屋市という説と横浜市という説の両方がある。
旧制愛知一中（現在の愛知県立旭丘高等学校）を経て、日本大学専門部文学科で伊藤整に師事。1931年に同校を卒業した後、当時日本の委任統治領だったヤップ島に渡り、先住民相手に雑貨商を経営。帰国後、1939年1月に、オランダ領セレベス島へ海軍報国隊の一員として行き帰国する。『新青年』20巻16号に耶止説夫の筆名で『海洋冒険 珊瑚礁王国』を発表、以後、耶止説夫の筆名で紀行文『南方風物誌』や小説『青春赤道祭』など南方海洋文学を『新青年』誌上に発表するも、大本営により執筆禁止処分を受ける。1941年小一原敦子と結婚。
探偵小説研究家の若狭邦男は、日本公論社等より『魔棺殺人事件』などの海外探偵小説の翻訳を行った「伴大矩（ばん だいく）」が八切の筆名ではないかとしているが、文学研究者の藤元直樹は当時の探偵雑誌「ぷろふいる」第4巻第1号等に「伴大矩」が翻訳家大江専一の筆名であることが明記されていると指摘している。
東京市本郷区白山上で既製服店を経営していたが、商売に行き詰まり、1942年より満洲に渡って大東亜出版という零細出版社を経営し、いくつかの本を出した。1944年満洲国奉天市で長男が出生。
敗戦時、親交のあった関東軍将校と共に自決を図ったが、相手の将校が怯んだために未遂に終わった。「八切止夫」の筆名はこの経験によるもので、「腹切（＝ハラ（チ）キリ）を止めた男（＝止夫）」という意味であるという。
敗戦に伴って満洲から引き揚げ、雑誌『生活クラブ』を発行し、自ら複数の筆名で同誌に執筆するも3号で廃刊となる。その後、消火器会社を設立して家庭用の小型消火器を製造販売したが、『暮しの手帖』が石油ストーブによる失火には消火器より放水が最も有効との実験結果を発表したため、大量の消火器の返品を受けて倒産となる。
日本大学芸術科講師、明治大学助教授を経て、昭和39年（1964年）に発表した短編『寸法武者』が第3回小説現代新人賞を受賞し文筆生活に入る。
奇矯な性格から晩年は出版界から敬遠され、みずから日本シェル出版という出版社を設立して『八切止夫自由全集』を刊行した。同社の本の奥付には「本は読んでもらうためであり金ではない」とあり、送料さえ払えば5万円分の歴史関連の著書を贈呈すると書かれていた。

## 評価
「上杉謙信は女性であった」「織田信長暗殺は明智光秀ではない」など、歴史学の常識に大胆な疑問符を投げかける、自ら「八切史観」・「八切意外史」と称した奇抜な歴史書を数多く出版したことで知られる。最盛期には大手出版社から年間20冊以上のベストセラーを生み出すなど多数の読者を獲得していた。後に大手出版社からの発表が困難になると、自ら日本シェル出版を立ち上げ著作の発表を続けた。また、後の世の研究に役立てるためとして、全作品の著作権を放棄することを作品に明記している。八切作品に対する一般的な評価は「歴史書というよりも、知的娯楽性に富んだ歴史フィクション」というものである。しかし、史料の取り扱いに問題があると桑田忠親によって厳しく批判されており、アカデミズムの歴史学会には影響を及ぼすものではなかった。
『サンカ民俗学』『サンカの歴史』などを著し山窩研究家としても知られる。民俗研究者の間では2000年代に入り、八切止夫の再評価があり、絶版となっていた著書の一部が再刊された。
同じく作家で歴史関係の諸説を発表している井沢元彦は「鉄砲の使用には硝石の輸入が不可欠である」と始めに主張したのは八切止夫だと述べるなど、八切の論を一部支持している。また1972年に刊行した「日本原住民史」による、大和民族が外来民族であり、サンカ等の日本原住民を統治したという説は新左翼に影響を与えた。新左翼系の思想家太田竜は「日本原住民史序説」を著し、著書でもたびたび八切の論を引用している。

## 八切が唱えた仮説・異説の数々
- 上杉謙信は女だった（上杉謙信女性説）
- 織田信長を殺したのは光秀ではない（イエズス会犯人説）
- 徳川家康は四人いた（徳川家康の影武者説）
- 天皇アラブ渡来説（戦前のシュメール・バビロニア説のリメイク）
- 平家の祖先はペルシャ
- 源氏軍の前線に立った下部兵士は渤海国が滅亡した際に逃げてきた民族
- 藤原氏の起源は、白村江の戦いに勝って日本に進駐した唐軍2000人で、これによって漢字と仏教がもたらされた
- 大和朝廷は百済系
- 日本の被差別民の発端は、上記の唐・百済系によって奴隷にされた非仏教徒や原住民
- 信長、秀吉、家康は被差別民出身
- 仏教の布教には大麻が使われた
- キリスト教は、火薬に使われるチリ硝石の販売で武将らを懐柔した（キリシタン大名もチリ硝石入手のため）
- チリ硝石購入の対価として、日本人奴隷が売られた
- 奴隷売買を禁止するため、秀吉はキリシタン宣教師追放令を出した
- ヨーロッパの世界的侵略の成功はチリ硝石がもたらした
- 伊達政宗は二人いた（小田原合戦前の片目の猛将は妻（愛姫）のなりすましで、それ以後の文化人、教養人が本物の政宗。眼帯もダテ眼帯で両目があった）
- ジェロニモは尾張藩士の森次郎右衛門が逐電、脱藩して渡米した後の姿

## 著書

### 耶止説夫名義の著作
- 長崎丸船長（新興亜社､ 1942年）
- 南方風物誌（新興亜社､ 1942年）
- 大東亞海綺談（鶴書房､ 1942年）
- 太平洋部隊 : 科學小説（東亜出版社､ 1942年）
- 南方探偵局（新興亜社､ 1942年）
- 謎の曲馬團 : 少年冐險防諜小説（吐風書房､ 1943年）
- 南の誘惑 : 明朗科学（新正堂､ 1943年）
- 北辺屯田兵（大東亜出版社､ 1943年）
- 南蛮船合戦 : 時代小説集（大東亜出版社､ 1943年）
- 南進報国隊 : 少年冒険科学小説（新正堂､ 1943年）
- 青春赤道祭 : 明朗小説（大東亜出版社､ 1943年）
- 好色娘マリ 鬼頭刑事補物日誌 : 獵奇犯罪 1 （東亜出版社､ 1948年）
- りべらる男爵 : 知られざる犯罪 鬼頭刑事補物日誌 : 犯罪實話 （東亜出版社､ 1948年）
- 裸体の秘密 : 鮮血の手型 鬼頭刑事補物日誌 :獵奇犯罪 （東亜出版社､ 1948年）

### 八切止夫名義の著作
一部の著作は後に日本シェル出版より再刊されている。また、2002年以降作品社にて一部の作品が刊行されている。
- 信長殺し、光秀ではない（1967年、講談社）1971年に「八切意外史」シリーズとして番町書房から再刊。 2002年に作品社より再刊
- 信長殺しは、秀吉か（1967年、桃源社）
- 奇想小説・魔女がゆく（1968年、徳間書店）
- 元治元年の全学連（1968年、東京文芸社）
- ああ夫婦武者（1968年、徳間書店）
- 戦国（1968年、桃源社）
- 座頭市武者（1968年、講談社）
- 正本織田信長（1968年、桃源社）
- 文政不思議考（1969年、講談社）
- 信長十二人衆（1969年、講談社）
- 反乱時代（1969年、日本文芸社）
- 戦国宿六列伝（1969年、日本文芸社）
- 女人太閤記（1969年、学習研究社）
- 切腹論考 ― 義士にあらず（1970年、中央公論社）
- おねね太閤記（1970年、読売新聞社）
- スペイン広場（1970年、立風書房）
- サムライ無宿（1970年、サンケイ新聞社出版局）
- 心中清水港 : 次郎長外伝（1970年、講談社）
- 江戸遊侠伝（1971年、報知新聞社）
- 戦国武者列伝（1971年、秋田書店）
- 切腹の美学（1971年、秋田書店）
- 八切意外史シリーズ 2002年に作品社より再刊
  - 謀殺 : 続信長殺し、光秀ではない（1971年、番町書房）
  - 新平家意外史（1971年、番町書房）
  - 新戦国意外史（1971年、番町書房）
  - 新選組意外史（1971年、番町書房）
- 平賀源内捕物帖（1971年、番町書房）
- 秘聞柳生石舟斎（1971年、光文社）
- 八切姓の方則 : 出世するための運姓判断（1971年、徳間書店）
- 女人遊侠伝（1971年、実業之日本社）
- 武将意外史（1971年、毎日新聞社）2002年に作品社より再刊
- 残酷日本史（1972年、新人物往来社）
- 日本原住民史 （1972年、朝日新聞社）
- 上杉謙信は女人だった（1972年、番町書房）
- 戦国悪党伝（1972年、徳間書店）
- 徳川家康は二人だった（1972年、番町書房）
- 真説・原田甲斐（1972年、文藝春秋社）
- 姓<なまえ>入門 : あなたの姓に潜む血すじを証す（1972年、青春出版社）
- 愛には過去はない（1972年、世紀社出版）
- 大豪傑（1975年、講談社）
- 意外史元禄太平記（1975年、潮出版社）
- 炎の女北条政子 : 八切止夫の日本意外史（1979年、ダイヤモンド社）

#### 日本シェル出版で発刊された著作
過去他の出版社から発売された著作も一部再刊されている。
- 斎藤道三の子が明智光秀（1972年）
- 織田信長受胎事件（1973年）
- 日本埋没 : 八切止夫のズバリ相談（1973年）
- 日本終末宣言 : 八切止夫のズバリ相談（1973年）
- 天皇アラブ渡来説 : 日本アラブ古代交流史（1974年）
- アラブの戦い : エネルギー危機！！　ＯＰＥＣげーむゲリラ小説（1974年）
- ゴルフ殺人事件 : グリーン黙示録（1975年）
- 信長殺し、徳川家康（1976年）
- 謀殺-天海僧正が明智光秀か（1976年）
- 上杉謙信は女だった : 血戦川中島（1977年）
- 運姓判断 : 神聖開運（1977年）
- 隠された日本史（1977年）
- 日本列島原住民史（1977年）
- 沖田総司（1977年）
- 西郷隆盛（1977年）
- 明智光秀（1977年）
- 斎藤道三殺しは織田信長か（1977年）
- 麻田剛立事件帖 : 捕物の元祖（1977年）
- 茶湯は死の儀式（1978年）
- 獅子の時代とは : 大河ドラマの真相（1980年）
- ああ獅子の時代 : 花の高杉晋作（1980年）
- いざ獅子の時代 : 花の沖田総司（1980年）
- いま獅子の時代 : 花の桂小五郎（1980年）
- これ獅子の時代 : 花の萩の乱・神風連（1980年）
- それ獅子の時代 :  花の西郷隆盛（1980年）
- 明治・獅子の時代 : 花の秩父事件（1980年）
- 誠新選組（1980年）
- 戦国鉄仮面 : 実説・まむしの道三（1980年） 2002年に作品社より再刊
- 野史辞典 : 八切日本史字典（1980年） 2003年に作品社より再刊
- 忍術論考（1981年）
- 現代版サラリーマン太閤記（1981年）
- 信長殺しの黒幕は秀吉か徳川家康（1982年）
- サンカ生活体験記 : 八切史学（1982年） 2003年に作品社より再刊
- 八切史観補遺日本の裁判 : まだ部落解放運動はタブーか（1983年）
- アメリカン・エレジー : 罠にはまった真珠湾（1983年）
- 天の日本古代史研究 : 八切史学（1983年） 2004年に作品社より再刊
- 武家意外史 : 伊達政宗は女で男（1983年？）
- 同和地区解放史 : 特殊村落の歴史 : 事故死宣言（1984年）
- サンカの歴史 : セブリ黙示録（1984年） 2003年に作品社より再刊
- サンカ民俗学（1986年） 2003年に作品社より再刊

### 共著・編纂
- 『明治史学会雑誌 : 日本歴史資料大成』 八切止夫校註（日本シェル出版 1976年）
- 『塩尻百巻史料事典』 天野信景著、八切止夫校註（日本シェル出版 1980年）
- 『旧約聖書日本史』 木村鷹太郎著、八切止夫編（日本シェル出版 1981年）
- 『日本奴隷史事典 : 庶民日本史料』 阿部弘蔵著、八切止夫校註（日本シェル出版 1980年）
- 『日本部落史料』 菊池山哉著、八切止夫編（日本シェル出版 1981年）
- 『海洋渡来日本史』 木村鷹太郎著、八切止夫編（日本シェル出版 1981年）
- 『明治密偵史 : 明治の新聞雑誌』 宮武外骨著、八切止夫編（日本シェル出版 1981年）
- 『謎だらけの日本史』 重田定一著、八切止夫校閲・補註（日本シェル出版 1981年）
- 『藤原王朝前日本歴史 : 七世紀までの歴史と言語よりみたる日本の民族 日本古代史』 戸上駒之助著、八切止夫校閲・補註（日本シェル出版 1981年）
- 『不可思議な国ジャポネ』 オラロ・ケント著、八切止夫校閲・補註（日本シェル出版 1983年）